# Jüdischer Friedhof (Úsov)
Koordinaten: 49° 48′ 4,8″ N, 17° 0′ 35,6″ O

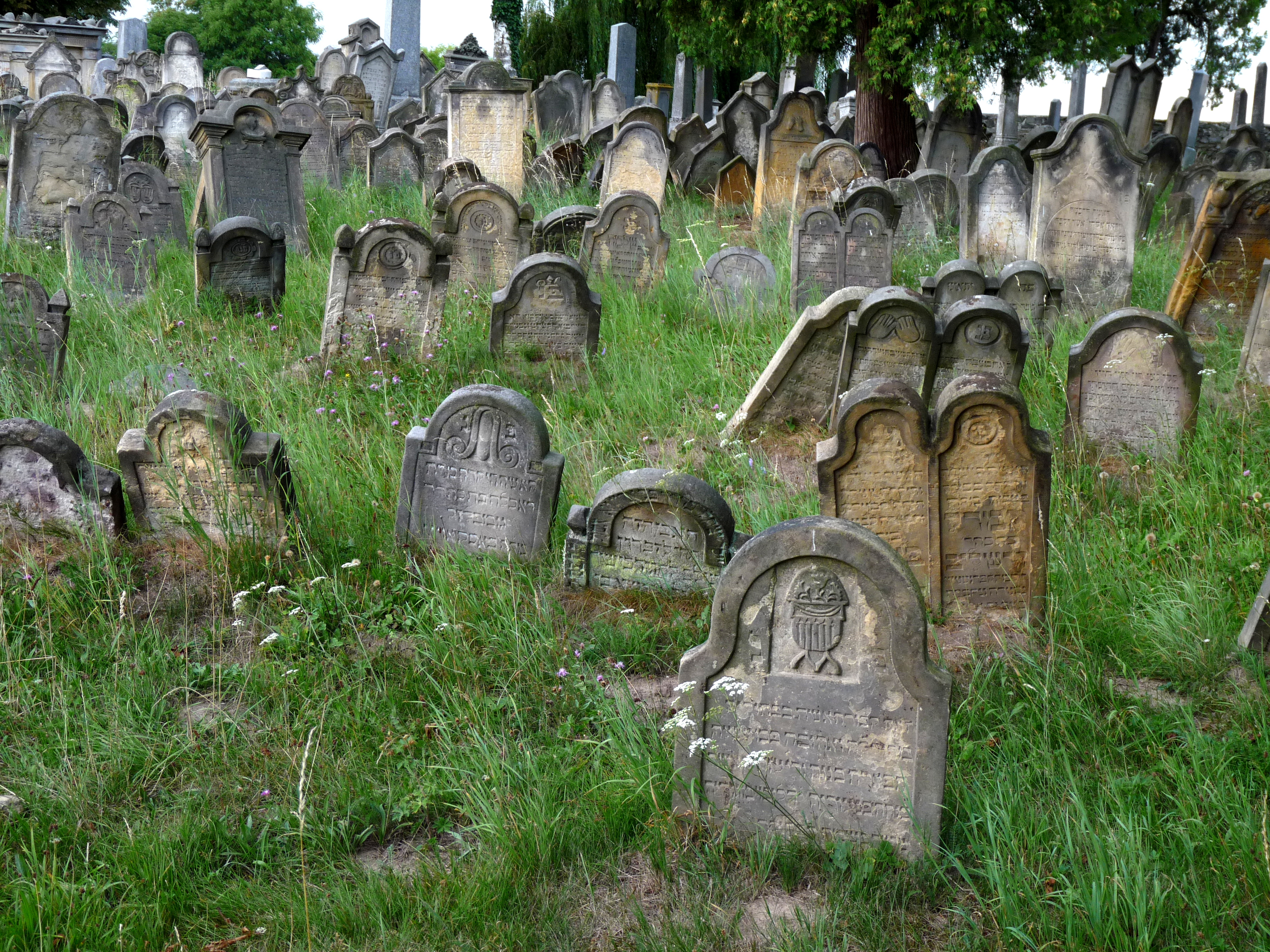
Jüdischer Friedhof in Úsov

Der Jüdische Friedhof in Úsov (deutsch Mährisch Aussee), einer Stadt im Okres Šumperk in Tschechien, wurde im 17. Jahrhundert errichtet. Der Jüdische Friedhof ist seit 1991 ein geschütztes Kulturdenkmal.
Heute sind noch etwa 500 Grabsteine vorhanden, die ältesten stammen aus der zweiten Hälfte des 17. Jahrhunderts.